# Ponte di Cecco
Die Ponte di Cecco ist eine um 25 v. Chr. unter Kaiser Augustus erbaute Bogenbrücke in der italienischen Stadt Ascoli Piceno, Provinz Ascoli Piceno, Region Marken, die den Torrente Castellano überspannt.
Die Stadt Ascoli Piceno erhielt ihre Bedeutung durch die hier vorbeiführende antike Konsularstraße Via Salaria, einer unter Konsul Strabo ausgebauten wichtigen Versorgungsstraße zwischen Rom und der adriatischen Küste.
Die 25 Meter hohe Brücke führt durch ein auf ihr errichtetes Steinhaus zur mittelalterlichen Festung Forte Malatesta, welche der Stadtverteidigung diente. Die beiden Brückenbögen aus Travertin haben eine Spannweite von 14,50 und 7,20 Metern.
Die Brücke wurde am 16. Juni 1944 von deutschen Soldaten auf ihrem Rückzug gesprengt und nach 1950 wieder aufgebaut.
Örtliche Legenden berichten über Arbeiten an der Brücke im Jahr 1349 durch den Baumeister Cecco Aprutino.
Einer beliebten Legende zufolge, ist der Brückenbau auf den Teufel zurückzuführen, der die Brücke nach den Plänen des Dichters und Astrologen Cecco d’Ascoli in einer einzigen Nacht realisierte.